# Битка код Штокаха
Битка код Штокаха одиграла се 25. марта 1799. године између француских и аустријских снага. Битка је део Рата друге коалиције и завршена је победом Аустријанаца.

## Битка
После неуспеха код Остраха од 23. марта 1799. године, Французи су принуђени да приме битку код градића на истоименој реци Штоках у покрајини Баден. Француску војску (око 38 000 људи) предводио је генерал Журдан, а аустријску (око 46 000 људи) надвојвода Карло. Слабија француска војска је поражена и натерана на повлачење.